# Pyronema glaucum
Pyronema glaucum är en svampart som först beskrevs av Jean Louis Emile Boudier, och fick sitt nu gällande namn av Pier Andrea Saccardo 1889. Pyronema glaucum ingår i släktet Pyronema och familjen Pyronemataceae.   Inga underarter finns listade i Catalogue of Life.